# Râle tévéa
Hypotaenidia pacificus
Espèce
Statut de conservation UICN

 EX  : Éteint
Le Râle tévéa (Hypotaenidia pacifica) est une espèce éteinte d'oiseaux de la famille des Rallidae. Cette espèce était endémique de l'île de Tahiti.

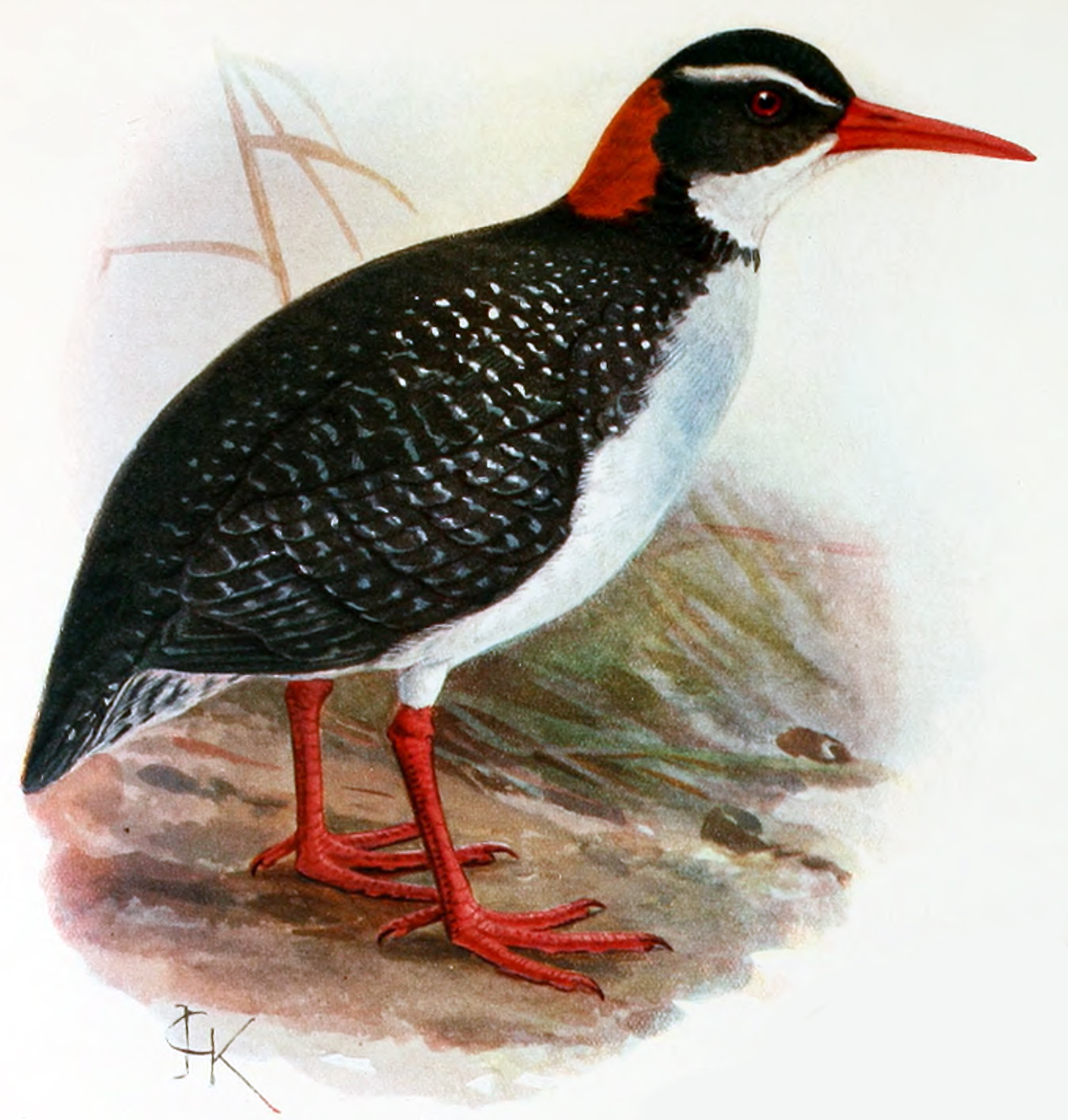
Hypotaenidia pacificus